# Gullringsbo
Gullringsbo är en bebyggelse söder om Aspen sydväst om Lerum i Lerums kommun. Från 2015 avgränsar SCB här en småort.